# Абрамов, Иван Иванович (футболист, 1961)
Иван Иванович Абрамов (28 июня 1961, Владимир — 5 декабря 2012) — советский и российский футболист, нападающий, полузащитник.

## Биография
В первенстве СССР играл во второй лиге за клубы «Торпедо» Владимир (1979, 1981), «Целинник» Целноград (1983—1984), «Шахтёр» Караганда (1986—1987, 1989), «Химик» Джамбул (1988), «Заря» Калуга (1989), в турнире «Футбол России» за «Монтажник» Якутск (1990), второй низшей лиге за «Каучук» Стерлитамак (1991), «Металлург» Магнитогорск (1991).
Во второй российской лиге играл за «Сибирь» Курган (1992—1993).
В чемпионате Казахстана провёл четыре игры за «Арман» Кентау (1992); в 1995 году сыграл одну игру в Кубке Казахстана за «Цесну» Акмола. В чемпионате Белоруссии играл за клубы «Шахтёр» Солигорск (1994/95, 1995) и «Торпедо-Кадино» Могилёв (1996—1997).